# Ndoulou
Ndoulou est un village de la Région du Littoral au Cameroun, situé dans la commune de Bonaléa

## Population et développement
En 1967, la population de Ndoulou Badjiou était de 189 habitants et de celle de Ndoulou Badou était de 324 habitants, essentiellement des Bankon (Abo). Elle était de 273 habitants dont 117 hommes et 156 femmes, lors du recensement de 2005.